# Sojuz TMA-20
Sojuz TMA-20 (ryska: Союз ТMA-20) var en flygning i det ryska rymdprogrammet. Flygningen gick till Internationella rymdstationen. Farkosten sköts upp från Kosmodromen i Bajkonur, med en Sojuz-FG-raket, den 15 december 2010. Man dockade med rymdstationen den 17 december 2010. 
Efter att ha tillbringat 159 dagar i rymden lämnade farkosten rymdstationen den 24 maj 2011. Några timmar senare återinträdde den i jordens atmosfär och landade i Kazakstan.
I och med att farkosten lämnade rymdstationen var Expedition 27 avslutad.